# Argumento ad ignorantiam
En lógica, un argumento ad ignorantiam o argumentum ad ignorantiam, también conocido como llamada a la ignorancia, es una falacia informal que consiste en defender una proposición, argumentando que no existe prueba de lo contrario y apuntando a la incapacidad de un oponente para presentar pruebas convincentes de lo contrario. Quienes argumentan de esta manera no basan su argumento en el conocimiento, sino en la falta del mismo, es decir, en la ignorancia.
Esta impaciencia con la ambigüedad suele criticarse con la frase: «la ausencia de prueba, no es prueba de ausencia»; es decir, se comete esta falacia cuando se infiere la verdad o falsedad de una proposición basándose en la ignorancia existente sobre ella.

## Formas y ejemplos del argumentoad ignorantiam
Un argumento ad ignorantiam tiene dos posibles estructuras:

### Ausencia de prueba en contra como prueba a favor
1. No se puede refutar A
2. Por lo tanto, A es verdadero

Ejemplos
Lo falaz de este tipo de argumentos se ve con más claridad con algunos ejemplos concretos:
- Sobre la existencia de Dios:

1. No se puede probar que Dios existe.
2. Por lo tanto, Dios no existe.

O bien,
1. No se puede probar que Dios no existe.
2. Por lo tanto, Dios existe.

- Sobre la vida en otros planetas:

1. No se puede probar que no haya vida en otros planetas.
2. Por lo tanto, hay vida en otros planetas.

O bien,
1. No se puede probar que haya vida en otros planetas.
2. Por lo tanto, no hay vida en otros planetas.

### Ausencia de prueba como prueba de ausencia
1. No se puede demostrar A
2. Por lo tanto, A es falso

Ejemplos
Lo falaz de este tipo de argumentos se ve con más claridad con algunos ejemplos concretos:
- Sobre la inexistencia de Dios:

1. No se puede probar la existencia de Dios.
2. Por lo tanto, Dios no existe.

Aunque podríamos caer en el absurdo anterior, de la misma manera que en el siguiente:
- Sobre la inexistencia de los unicornios:

1. No se puede probar la existencia de los unicornios.
2. Por lo tanto, los unicornios no existen.

- Sobre la centralidad del ser humano en el universo:[2]

1. Puede haber más de sesenta mil millones de planetas en zonas habitables solo en la Vía Láctea, pero no se conoce ninguno que tenga el avance moral de la Tierra.
2. Por tanto, no existen civilizaciones extraterrestres más avanzadas que la nuestra y seguimos siendo centrales en el universo.

- Sobre Wikileaks:

1. Wikileaks no ha demostrado nuestra teoría de conspiración sobre la verdadera autoría de los atentados del 11-S, 11-M y 7-J.
2. Por tanto, Wikileaks forma parte de una campaña de desinformación orquestada por el gobierno estadounidense. Es una desclasificación controlada de documentos.

«Wikileaks forma parte de una campaña de desinformación orquestada por el gobierno estadounidense. Es una desclasificación controlada de documentos. Si de verdad fuese documentación importante, habría referencias sobre la verdadera autoría de los atentados del 11-S, 11-M y 7-J, y no las hay. Por lo tanto, todo esto no es más que una maniobra de distracción».
Oído durante una manifestación de apoyo a Wikileaks, 11-12-2010, Madrid.

## Un ejemplo característico: falacia de quietismo o falacia de reserva («El que calla otorga»)
La falacia de quietismo consiste en suponer que si nadie se queja, entonces nadie tiene el derecho de quejarse. Esto es similar a la idea de que el silencio es consentimiento o acuerdo:
"No entiendo por qué han abolido el castigo corporal en las escuelas. Cuando yo era alumno había castigo corporal y ninguno de los alumnos ni de los padres se quejaba."
Una reconstrucción de este argumento en forma estándar revelará claramente la premisa implícita defectuosa:
Cuando yo era alumno había castigo corporal y ninguno de los alumnos ni de los padres se quejaba (premisa).
[y donde no hay expresión de queja, no hay queja] (premisa implícita),
[debido a que la falta de pruebas en contra de la queja es evidencia de la aprobación del castigo corporal] (subpremisa implícita).
Por lo tanto, cuando yo era alumno, los alumnos y los padres aprueban el castigo corporal. (conclusión)
El argumentador asume que la situación de un grupo de personas debe de ser satisfactoria, simplemente porque no ha sido expresada ninguna queja sobre esa situación. En otras palabras, la ausencia de pruebas contra el carácter satisfactorio de una situación es considerada como prueba para el carácter satisfactorio de esa situación. Hacer tal inferencia es tan distintivo de una forma de la falacia del argumento ad ignorantiam que a menudo se le da un nombre independiente: falacia de quietismo o de reserva (el que calla, otorga). Pero ante el hecho de que una persona o un grupo sean «reservados», es decir, que no hagan ninguna queja, no se puede inferir que no haya nada de qué quejarse. De hecho, puede haber muchas buenas razones por las que las quejas no se expresan abiertamente, incluyendo el temor a repercusiones por hacerlo.

## El principio de suficiencia
Un argumento ad ignorantiam no respeta el principio de suficiencia. Este principio establece que la ausencia de pruebas en contra de una afirmación no constituye prueba suficiente de su veracidad, y la ausencia de pruebas para una afirmación no constituye prueba suficiente en su contra.

## El principio de la carga de la prueba
La llamada a la ignorancia también viola el principio de que la carga de la prueba para cualquier afirmación general recae en la persona que establece la afirmación. Por ejemplo, si alguien afirma que «existen los fantasmas, a menos que alguien pueda probar que no existen», este sujeto está tratando de trasladar la carga de la prueba a otra persona, normalmente a alguien que difícilmente puede probar o refutar tal afirmación. Esto se hace habitualmente insistiendo en que los que están convencidos de la falsedad de la afirmación planteada tienen la responsabilidad de refutarla o de proporcionar apoyo a la afirmación contraria. Si los escépticos no aceptan esa responsabilidad, el argumentador falazmente asume que no se necesita prueba de la afirmación en cuestión. Sin embargo, se necesitan pruebas. Un argumento que emplea una apelación a la «evidencia» de no evidencia no satisface el criterio de suficiencia de un buen argumento.

## El principio de presunción de inocencia no es un caso de argumentoad ignorantiam
Hay algunas situaciones de investigación en las que este tipo de razonamiento tiene la apariencia de ser aceptable. En un procedimiento judicial, por ejemplo, se supone que el acusado es inocente a menos que se pruebe lo contrario. Pero el principio de presunción de inocencia no es un caso de argumento ad ignorantiam. Por el contrario, dicho principio es un concepto de garantía jurídica, muy técnico, que en realidad no significa que se pruebe que el acusado es inocente porque no se demuestre lo contrario. El acusado puede ser culpable o inocente, pero no se le considera culpable hasta que se pruebe su culpabilidad.
De hecho, en ocasiones el acusado es declarado inocente siendo en realidad culpable, o viceversa.

## Confusión con argumentos válidos
La falacia del argumento ad ignorantiam probablemente gana algo de su apariencia engañosa como un buen argumento por su similitud con una forma legítima de argumentar. El siguiente ejemplo puede ser ilustrativo: alguien afirma que hay termitas en una casa. Si una inspección profesional de termitas no revela ninguna evidencia para apoyar esa afirmación, sin embargo, entonces sería justificable la conclusión de que no hay termitas en la casa. Esto suena como un caso de la llamada a la ignorancia, porque la falta de pruebas de una afirmación («hay termitas») se utiliza como prueba de que la afirmación es falsa («no hay termitas»), pero, en realidad, hay una diferencia crucial en este caso. La afirmación negativa no se basa en la falta de pruebas, sino en una evaluación exhaustiva de todas las pruebas positivas y negativas relacionadas con la cuestión de si hay termitas en la casa.